# TER Auvergne
Le TER Auvergne est le réseau de lignes TER de l'ex-région administrative Auvergne.
Il a représenté, en 2009, 280 circulations de trains et 140 circulations d'autocars par jour de pleine semaine, utilisés par 19 000 voyageurs dans la moyenne journalière, dont 9 000 abonnés. Quatre-vingts gares donnent accès à un réseau ferré de 1 037 km, dont seulement 106 km électrifiées. Le nombre de trains a augmenté de 20 % depuis que le Conseil régional d'Auvergne est devenu autorité organisatrice de transports en 2002, et le nombre de voyageurs a augmenté de 30 % entre 2002 et 2012.

## Histoire

### La naissance du réseau ferré auvergnat
La ligne transversale traversant les monts du Cantal entre Clermont-Ferrand et Aurillac par Massiac, permettant de rejoindre Toulouse par Capdenac, a été commencée vers 1850 par la Compagnie du chemin de fer Grand-Central de France, sous l’impulsion de Félix Esquirou de Parieu. Après la dissolution de la compagnie, la concession avait été obtenue en 1850 par le Paris à Orléans qui a inauguré la ligne, construit deux hôtels au Lioran et à Vic-sur-Cère dotés de l'éclairage électrique, et publié des guides touristiques en français et anglais dès 1866, soit deux ans avant livraison effective de la ligne à l’exploitation le 20 juillet 1868.
À cette date, Aurillac était à six heures de Clermont-Ferrand et à six heures de Toulouse.
Le tracé de la ligne dans des vallées de montagne a nécessité la construction d’un grand nombre d’ouvrages d’art, en particulier le tunnel du Lioran inauguré en 1866 et d’une gare qui a longtemps été la plus haute de France, et qui permet toujours de se rendre au pied des pistes de la station de ski par tous les temps et sans avoir besoin d’une voiture.

### La situation des trains régionaux avant la décentralisation
En 1960, le trafic régional et local est assuré surtout par les trains omnibus, qui incluent les trains directs ou semi-directs. Typiquement, trois omnibus circulent par jour et par sens. Dans l'actuelle région Auvergne, ce trafic est alors un peu mieux développé que sur la moyenne nationale. Sans surprise, la section de Clermont-Ferrand à Issoire présente une forte densité de trafic d'au moins dix aller-retours quotidiens, mais au nord, les trains omnibus prennent de préférence l'itinéraire par Gannat contrairement à l'époque actuelle, ce qui donne également plus de dix aller-retours. Par contre, seulement deux paires d'omnibus circulent entre Riom et Vichy, section qui supporte aujourd'hui la majorité du trafic, même si la desserte de proximité y est maintenant absente (aucune gare intermédiaire sur un parcours de 41 km, sinon Randan). Une troisième section bénéficie d'une densité de trafic accrue ; il s'agit de l'ancien tronc commun entre Montluçon et Commentry après la convergence des lignes de Montluçon à Moulins et de Montluçon à Gannat. Ici, l'offre a diminué. D'autres courtes sections sont parcourues par six à neuf omnibus par jour et par sens ; le plus souvent, il s'agit également de troncs communs ou de lignes entrant dans deux relations commerciales. Il s'agit de Saint-Germain-des-Fossés - Vichy ; Aurillac - Viéscamp (aujourd'hui parcourue sans arrêt avant la fin du tronc commun) ; Neussargues - Saint-Chély-d'Apcher (ne conservant aujourd'hui qu'un unique aller-retour ferroviaire) ; Laqueuille - Mont-Dore (à l'offre également réduite aujourd'hui) et d'Issoire - Arvant,.
Parmi les lignes parcourues par quatre ou cinq omnibus par jour et par sens, l'on trouve curieusement de nombreuses lignes aujourd'hui fermées, et ne conservant qu'une desserte routière clairsemée. À ce titre, l'on peut citer Vichy - Pont-de-Dore - Arlanc ; Riom - Châtel-Guyon ; Bort-les-Orgues - Neussargues ; Bort-les-Orgues - Miécaze et Firminy - Dunières. Sont également parcourues par quatre ou cinq omnibus par jour et par sens, les sections toujours ouvertes entre Montluçon et Gannat ; Arvant et Brioude ; Arvant et Aurillac ; Clermont-Ferrand et Thiers ; et Ussel - Laqueuille. Sauf sur cette dernière relation où l'offre a baissé, le nombre de trains régionaux a augmenté sur ces sections. Cette hausse peut toutefois être relativisée en raison de la forte diminution des trains grandes lignes accessibles sans supplément et réservation. De ce fait, sur les lignes citées, une très nette progression peut seulement être constatée entre Arvant et Brioude. Par contre, les lignes de Moulins à Saint-Germain-des-Fossés et du Puy-en-Velay à Saint-Étienne ont vu leur offre régionale se quadrupler,. En résumé, l'analyse montre un développement très hétérogène en fonction des axes, que l'on pourrait mettre en rapport avec le développement du réseau routier et l'évolution du rapport de compétitivité entre les transports collectifs et la voiture individuelle qui en résulte.
Dans un contexte de motorisation individuelle galopante et d'investissements limités dans les transports en commun, le « contrat de programme » État - SNCF d'août 1966 vise, entre autres, à décharger la SNCF des services déficitaires sans mettre officiellement en question l'obligation de service public. Moyennant, notamment, le transfert de services omnibus sur la route, la suppression de lignes déficitaires parcourues uniquement par des omnibus et la réorganisation des services subsistants, l'équilibre budgétaire de la SNCF devra ainsi être atteint de nouveau en 1974. Un programme de fermeture portant à l'origine sur 5 000 km de relations omnibus est élaboré. Bientôt, l'objectif sera porté à 10 000 km, mais nombre de fermetures ne seront finalement pas mises en œuvre ou le seront beaucoup plus tard, jusque dans les années 1990. Finalement, entre avril 1967 et août 1973 6 756 km de lignes sont fermées au service voyageurs, avec le plus souvent avec substitution par un service routier sous responsabilité de la SNCF. Dans l'actuelle région Auvergne, ces fermetures concernent : Châteauroux - Montluçon (103 km, 28 septembre 1969) ; Riom - Châtelguyon (7 km, 26 septembre 1971) ; Vichy - Pont-de-Dore (50 km, 26 septembre 1971) ; Arlanc - Darsac (49 km, 26 septembre 1971) ; et Commentry - Moulins (67 km, 6 mars 1972). Les deux lignes desservant Bort-les-Orgues, la ligne Montluçon - Eygurande-Merlines et la ligne Volvic - Lapeyrouse également condamnées par le programme ne seront fermées qu'ultérieurement, alors que les lignes Laqueuille - Le Mont-Dore, Neussargues - Béziers et Aurillac - Figeac existent toujours,, la dernière ayant même été modernisée.
Pour lutter contre l'exode rural et l'appauvrissement du tissu économique, le Plan de modernisation et d'aménagement du Massif Central est adopté en 1975. Son impact sur l'infrastructure ferroviaire est extrêmement limité. Il apporte des modernisations de la signalisation, des relèvements très ponctuels de la vitesse et l'élimination de certains points singuliers, sans toutefois supprimer les nombreux rebroussements sur les deux transversales Lyon - Bordeaux, par Montluçon et Ussel. Par contre, le plan a des conséquences importantes sur le matériel roulant, qui est homogénéisé en affectant un grand nombre d'autorails X 2800 aux lignes auvergnates. Ces autorails, alors âgés d'une bonne quinzaine d'années, sont les plus à même d'affronter le profil difficile d'un bon nombre de lignes, et peuvent tracter des remorques. Les X 2800 bénéficient en même temps d'une modernisation de l'aménagement intérieur et d'une nouvelle livrée en bleu et blanc. Le premier exemplaire modernisé est l'X 2801, présenté officiellement le 22 juin 1976. Entre mars 1978 et 1979, cent remorques neuves XR 6100 sont en outre livrées. Ce matériel marquera la desserte voyageurs du Massif central jusqu'au début du XXIe siècle et fera preuve d'une fiabilité exemplaire. En même temps, les dix autorails panoramiques de la série des X 4200 sont relégués à des services subalternes, bien que particulièrement attractifs et dotés de la même puissance que les X 2800. Leur comportement technique avait commencé à laisser à désirer.

### Les débuts de la décentralisation
La SNCF n'ayant pu atteindre l'équilibre financier à la fin de l'exercice 1973, le ministère des Finances fixe l'objectif de reporter les services omnibus sur 10 000 km de voies ferrées sur la route, chiffre bientôt porté à 12 500 km. Quand Jacques Chirac devient Premier ministre le 27 mai 1974, il décrète rapidement l'arrêt des transferts sur route autoritaires et propose d'attendre tout d'abord l'élaboration des premiers schémas régionaux de transport (SRT) décidée le 6 mars 1974. Partant de la mise en œuvre des SRT, les régions vont se voir se confier l'organisation des services omnibus, avec l'idée sous-jacente qu'elles vont fermer des lignes rurales pour utiliser les économies réalisées pour l'amélioration des dessertes déclarées d'intérêt régional par le SRT. Le but global est l'amélioration des transports collectifs sans coûts supplémentaires pour la collectivité.
L'Auvergne ne fait pas partie des six régions pilotes, mais elle est toutefois parmi les premières à entamer l'élaboration de son SRT en 1975, sur l'initiative de l'administration. L'étude est conduite par les services de l'Équipement en collaboration avec le Centre d'études techniques de l'Équipement (CETE) de Lyon. Elle tient compte des revendications des quatre départements consultés au préalable. Le Conseil régional retenant le scénario le plus coûteux à réaliser, le principe des améliorations du service sans budget supplémentaire n'est pas respecté. Conscient du risque d'une dérive financière, le Conseil régional hésite avant de voter le SRT, et laisse passer l'échéance du 31 décembre 1977. Le SRT Auvergne n'est finalement adopté que le 26 septembre 1979, ce qui n'empêche pas le Conseil régional de réclamer une dérogation pour bénéficier des dispositions du décret du 30 août 1977. Cette dérogation aurait signifiée que l'État reverse au Conseil régional le montant des économies réalisées par la suppression de trains déficitaires, devant ensuite être réinvesti dans la mise en place de nouvelles dessertes. Or, le 24 septembre, ce décret a été abrogé et remplacé par un autre. La démarche de décentralisation est confirmée, mais les SRT n'entrent plus dans les nouvelles dispositions. Le SRT Auvergne devient donc caduc.
En effet, l'État a été déçu par les SRT, le nombre de lignes de chemin de fer proposées pour le transfert sur route lui paraissant trop faible. Il change donc de stratégie. Premièrement, il donne à la SNCF les moyens de décider d'elle-même de la fermeture de lignes, par le nouveau contrat d'entreprise État / SNCF de mars 1979, et deuxièmement, il n'oblige plus les régions d'affecter les économies réalisées aux transports collectifs. La SNCF saisit l'occasion pour supprimer l'autorail direct Arlanc - Ambert - Pont-de-Dore - Clermont-Ferrand et retour au 1er juin 1980, ce qui conduit à la fermeture de la ligne de Pont-de-Dore à Arlanc. En raison de la répercussion des charges de l'infrastructure sur un unique aller-retour voyageurs et les rares convois de marchandises, les dépenses étaient dix-huit fois supérieures aux recettes. En même temps, le trafic omnibus résiduel entre Saint-Germain-des-Fossés et Roanne est supprimé à la demande de la Région, qui peut ainsi récupérer le montant des économies réalisées par la suppression, soit 1 300 000 francs par an sur une période de sept ans. Avec une occupation moyenne de huit voyageurs seulement, les charges étaient près de dix fois supérieures aux recettes,.

### De la naissance du TER jusqu'à la régionalisation
Le TER Auvergne est lancé en 1986 à la suite de la mise en place d'une nouvelle politique commerciale de la SNCF sur le plan des transports régionaux, souhaitant affirmer davantage sa propre identité d'entreprise en mettant fin, notamment, aux décorations des trains suivant les souhaits des régions. « TER » traduit une stratégie commerciale reposant sur la marque TER avec son logo et sa décoration, sorte de label de qualité ; la charte TER signée entre la SNCF et les régions qui le souhaitent ; et la gamme commerciale TER. Elle s'exprime à travers l'information voyageurs, la promotion et la communication institutionnelle. Parmi les quatre coloris que la SNCF propose pour la livrée du matériel TER, la région Auvergne choisit le vert. Le TER veut rajeunir l'image des transports ferroviaires régionaux, jusque-là négligés et souffrant d'une mauvaise image. Pour la première fois, une telle initiative est mise en œuvre sur le plan national et s'accompagne de conventions avec toutes les régions (sauf trois, retardataires).
En janvier 1986, la région signe donc sa convention d'exploitation avec la SNCF pour une durée de cinq ans. Il s'agit d'une convention dite « à la marge », c'est-à-dire la Région ne doit assumer que les charges supplémentaires engendrées par les modifications du service de l'année de référence effectuées à sa demande. Autrement dit, les trains régionaux ne coûtent rien à la Région tant qu'elle ne demande pas des aménagements de l'offre. La Région a droit au versement d'un bonus si la fréquentation augmente à la suite des modifications qu'elle a apportées à la desserte. Ce début de conventionnement global coïncide à peu près avec l'instauration du TER, mais est en fait un développement indépendant issu de la politique de décentralisation. En 1987, la SNCF affecte au secteur de Clermont-Ferrand un petit lot de nouvelles rames réversibles régionales (RRR) qui sont le premier matériel à arborer la livrée TER Auvergne. Elles sont complétées par des rames inox omnibus refaites à neuf à partir de matériel plus ancien. Malgré ce nouveau départ pour le trafic régional, la SNCF se remet à supprimer des trains express à vocation régionale et touristique à la fin des années 1980, dont l'autorail express saisonnier Lyon - Toulouse par Le Puy-en-Velay et Langeac, qui cesse de circuler à l'issue de la saison 1988. Le Conseil régional concentre ses efforts sur le développement de la desserte périrurbaine de Clermont-Ferrand, dont l'agglomération compte 270 000 habitants, voire 350 000 dans un rayon de 20 km. Les principales localités s'alignent le long des voies ferrées, ce qui favorise cette démarche. Pour commencer, la nouvelle gare de Clermont-La Pardieu est inaugurée en 1991. Le développement des fréquences commence modestement avec la création de trois aller-retours pour Riom et deux pour Issoire entre 1986 et 1992. En effet, la Région doit payer ces trains au prix fort, les gains de productivités obtenus par la SNCF n'étant pas répercutés.
Pendant la période de 1985 à 1992, la région Auvergne investit 72 400 000 francs dans le transport ferroviaire régional, somme répartie pour moitié environ entre l'amélioration de l'infrastructure de la section Clermont-Ferrand - Issoire et le renouvellement du matériel roulant. L'Auvergne se classe ainsi en onzième rang des vingt régions françaises concernées par le TER (métropole hors Île-de-France et Corse), ce qui est honorable pour une région rurale à faible densité de population. La vitesse commerciale des TER reste malgré tout parmi les plus faibles de France, avec une moyenne de 57 km/h résultant pour l'essentiel du tracé et du profil difficiles de la majorité des lignes. D'une année sur l'autre, le TER Auvergne est soit légèrement bénéficiaire, soit légèrement déficitaire, avec un résultat comptable cumulé de 340 000 francs pour la période de 1985 à 1990. Ce résultat est nettement meilleur que celui du Languedoc-Roussillon, du Limousin et de la région Midi-Pyrénées. Est à noter toutefois que la contribution forfaitaire versée par l'État à la SNCF est déjà prise en compte dans ces chiffres. Par ailleurs, l'Auvergne et le Limousin sont les seules régions à subir un recul du trafic voyageurs pendant la période considérée. Entre 1990 et 1996, huit autres régions sont touchées par ce phénomène, mais la baisse du trafic reste relativement modérée en Auvergne. En effet, le nombre voyageurs recule de 3 % et le volume de voyageurs-km de 5 millions, alors que la baisse du nombre de voyageurs peut aller jusqu'à 38 % en Haute-Normandie.
Au début des années 1990, le Conseil régional décide le transfert sur route de plusieurs dessertes ferroviaires en milieu rural, dans le but de récupérer les économies pour instaurer de nouvelles dessertes routières plus directes ailleurs dans la région. Est concernée en premier lieu la ligne de Bort-les-Orgues à Neussargues (71 km), sursitaire après la vague de fermetures du tournant des années 1960/1970, et dont les autorails n'étaient pratiquement plus utilisés par personne. Le transfert sur route intervient avec le début des vacances scolaires d'été de 1990. Un an plus tard, c'est le tour de la ligne de Firminy à Dunières (26 km), bien qu'ayant des caractéristiques périurbaines : l'agglomération de Saint-Étienne étant située en région Rhône-Alpes, ce fait n'influe par sur la décision du Conseil régional d'Auvergne. Pour l'horaire d'hiver 1991, la section de Lapeyrouse à Saint-Éloy-les-Mines (9 km) est reportée sur la route à l'exception de trois aller-retours hebdomadaires le vendredi, samedi et le lundi matin. La section auvergnate de la ligne de Neussargues à Béziers (45 km) dont la seule gare notable est Saint-Flour connait le même sort. Elle ne conserve que l'express de nuit, l'express Corail « L'Aubrac » et des trains avec un ou deux jours de circulation par semaine. Saint-Flour est desservie par des autocars de rabattement depuis Massiac (pour la liaison avec Clermont-Ferrand) et Neussargues (pour la liaison avec Aurillac). Le gain de temps pour le trajet Saint-Flour - Clermont-Ferrand est de 35 min par rapport à L'Aubrac. Ensuite, pour les vacances d'été 1994, la dernière des trois lignes desservant Bort-les-Orgues est fermée, celle de Miécaze (83 km). Également sursitaire depuis plus de vingt ans, ses horaires sont restés immuables et ne correspondait plus à la demande, sans qu'un effort d'adaptation eut été fait. En raison de la configuration du réseau routier, la desserte de substitution se fait par deux lignes d'autocar différentes, et la fréquence de la desserte est renforcée entre Aurillac et Mauriac. La ligne Aurillac - Mauriac - Bort est aujourd'hui intégrée dans le réseau départemental du Cantal, alors que la ligne Aurillac - Laroquebrou - Ally ne conserve plus que deux aller-retours hebdomadaires.
À partir de l'exercice 1993, la SNCF essaie de répercuter sur les régions les déficits de ses express d'intérêt régional (EIR), catégorie récemment définie par la société nationale. Elle demande aux régions de les intégrer dans le conventionnement des TER et réduit en même temps l'offre de ce type de trains pour donner plus d'ampleur à sa requête, si bien que les régions cèdent devant la crainte de voir disparaître ces services. L'Auvergne est justement une région où les EIR sont davantage représentés que sur le plan national, avec 25,15 % des trains-km TER+EIR, contre 14,01 % sur le plan national. Avec une occupation moyenne de soixante voyageurs, les EIR détiennent une part de 37,34 % dans les voyageurs-km TER+EIR, contre 19,75 % sur le plan national. Ils atteignent un taux de couverture de 43 %, nettement inférieur à la moyenne nationale (56 %), et le déficit au voyageur-km est de 63 francs. Le montant total du déficit des EIR auvergnats est de 52 971 000 francs d'après les calculs de la SNCF. Puis, en 1994, la direction Grandes Lignes de la SNCF définit une seconde catégorie de trains nationaux également déficitaires, les grandes lignes d'aménagement du territoire (GLAT). Toutes les trains grandes lignes desservant l'Auvergne entrent dans cette catégorie, à l'exception de l'axe Paris - Clermont-Ferrand. Concrètement, les menaces touchent « L'Aubrac », « Le Cévenol », les trains de nuit Paris - Béziers, Paris - Aurillac et Paris - Nîmes, la relation Paris - Montluçon - Ussel, la desserte grandes lignes du Mont-Dore, ainsi que les transversales Lyon - Bordeaux par Ussel et par Montluçon. Sur ce dernier axe, l'offre avait justement été développée vers le milieu des années 1970, mais il subit désormais une réduction de la desserte progressive, ne laissant finalement subsister qu'un unique aller-retour par jour.
Le projet du Contrat de plan État - SNCF 1996-2000 dresse une liste des dessertes TER présentant un taux de couverture inférieur à 25 %. Avec le Limousin, la région Auvergne est la région la plus touchée. Effectivement, seules les quatre principales lignes partant de Clermont-Ferrand sont rentables (jusqu'à Gannat, Saint-Germain-des-Fossés, Thiers et Arvant), ainsi que la ligne de Saint-Germain-de-Fossés à Roanne qui a déjà perdu son trafic régional en 1980 (voir ci-dessus). Les sections de Saint-Éloy-les-Mines à Volvic, de Saint-Georges-d'Aurac au Puy-en-Velay, de Laqueuille au Mont-Dore et de Thiers à Saint-Just-sur-Loire sont les plus menacées, car sans trafic marchandises et non parcourues par des express, bien deux des lignes venaient juste de perdre leur desserte grandes lignes. La menace est provisoirement levée avec le remplacement du président du conseil d'administration de la SNCF, Bergougnoux, par Loïk Le Floch-Prigent dans le contexte des grèves d'automne 1995. Seule seront fermées, mais pas avant respectivement décembre 2008 et janvier 2009, les lignes de Lapeyrouse à Volvic et la de Montluçon à Eygurande - Merlines[réf. souhaitée]. Deux autres lignes subissent par contre une réduction sévère du niveau de l'offre, à savoir Laqueuille - Le Mont-Dore et Laqueuille - Ussel. Le transfert sur route partiel pour l'horaire d'hiver 1992/93 n'a été qu'un début. Sur la première ligne, l'offre passe de dix trains et trois autocars en 1995/96, à quatre trains et sept autocars en 2011/12 (soit une réduction globale d'un aller-retour). Sur la deuxième ligne, l'offre passe de cinq trains et quatre cars en 1995/96, à quatre trains et trois trains en 2011/12 (soit également une réduction globale d'un aller-retour).
À défaut de lourds investissements dans la modernisation du réseau, difficilement finançables, la région Auvergne cherche de rendre les temps de parcours plus intéressants en supprimant des arrêts peu fréquentés. Dans un premier temps, cette stratégie est appliquée sur les liaisons intervilles comme Clermont-Ferrand - Aurillac, Clermont-Ferrand - Montluçon ou Le Puy-en-Velay - Saint-Étienne. Puis elle est successivement étendue sur l'ensemble du réseau. Les gains de temps vont de 17 min pour la première à 10-25 min pour la dernière, et provoquent une hausse du trafic de 8 à 10 % pendant la première année. Un effort considérable est fait pour l'intensification des dessertes périurbaines de Clermont-Ferrand. De 1992 à 1996, elles passent de seize à trente-quatre aller-retours vers Riom et de quinze à vingt-six aller-retours vers Vic-le-Comte. En 1999, une nouvelle étape d'intensification fait passer ces liaisons à respectivement quarante-deux et trente-sept aller-retours. Ceci n'a été possible qu'en obtenant de la SNCF qu'elle ne facture plus ces nouveaux trains qu'au coût marginal, et aucune nouvelle rame n'a dû être acquis : il a suffi de faire tourner davantage les rames existantes. Une nouvelle voie terminus est créée à Vic-le-Comte. D'autres actions sont menées dans le secteur de Montluçon. La vitesse de la ligne de Bourges à Montluçon est relevée, et un nouveau point d'arrêt est créé à Montluçon-Rimard pour desservir plusieurs établissements scolaires en périphérie de la ville. Plusieurs gares sont rénovées. Au total, la Région investit 120 000 000 francs dans l'infrastructure ferroviaire pendant la période du Contrat de plan État-région 1994-1999.

### Depuis la régionalisation en 2002
Les expériences gagnées dans les six régions pilotes retenues en 1996 (et dont l'Auvergne ne fait pas partie) sont décisives pour la généralisation du conventionnement global des services TER par la loi relative à la solidarité et au renouvellement urbains (SRU), promulguée le 13 décembre 2000, à compter du 1er janvier 2002. Les régions deviennent ainsi autorités organisatrices de transports (AOT) et se substituent à l'État pour le versement des contributions à la SNCF en vertu du trafic régional. Ce début d'une nouvelle époque coïncide avec la livraison de nouveau matériel commandé à la fin des années 1990, soit trois automoteurs « XTER » X 72500 et trente-quatre autorails monocaisse « ATER » X 73500, auxquels s'ajoutent deux unités pour le compte du département de la Haute-Loire. Sur le plan de l'infrastructure, les premiers investissements du Conseil régional après la régionalisation portent sur une nouvelle phase de modernisation de la ligne Clermont-Ferrand - Paris, dans le but de porter sa vitesse limite à 220 km/h. Ces investissements ne profitent pas aux TER. Sur l'instigation du préfet de région, Didier Cultiaux, un shunt est construit pour éviter aux trains Clermont-Ferrand - Lyon de rebrousser en gare de Saint-Germain-des-Fossés.

#### Service 2012 et impact du cadencement
À l'occasion du passage aux horaires 2012 le 11 décembre 2011, le cadencement a été appliqué sur le réseau TER Auvergne. Il a pour but de « mieux articuler l'ensemble des lignes du réseau avec des horaires plus réguliers et davantage lisibles », ce qui n'est pas le cas dans certains secteurs à dominante rurale comme le Cantal selon le sénateur Jacques Mézard.
Le service 2012 a été marqué par deux augmentations, d'une part du nombre de trains (333 en 2012 contre 304 en 2011), et d'autre part de l'offre avec la mise en service, sur la ligne de Thiers, de la halte d'Aulnat-Aéroport permettant des correspondances avec une ligne de bus du réseau urbain de Clermont-Ferrand et un meilleur accès à l'aéroport. Des liaisons périurbaines sont créées aux heures de pointe vers Vertaizon, Pont-de-Dore ou encore Vichy, ainsi que des « passe-Clermont » (Clermont-Ferrand étant alors gare de passage) entre Moulins et Vic-le-Comte ou au-delà (via Vichy) ou entre Volvic et Thiers.
Si aux heures de pointe la fréquence de passage des trains s'est accrue, aux heures creuses, les correspondances peuvent être rompues et le nombre de trains entre une gare du périurbain sud clermontois et Issoire a diminué. La desserte du périurbain ouest (Durtol et Volvic) a été augmentée au détriment de la fréquentation mais très vite écourtée par l'incendie d'un local technique début 2012 à Durtol. Des trains ont dû être prolongés à Volvic.
À la suite de travaux sur les voies, dans le cadre du Plan Rail Auvergne, les dessertes vers Le Puy, Nîmes et l'ouest ont été suspendues à la rentrée 2012. Certaines dessertes ont été dégradées, comme vers le Mont-Dore et le Limousin — Limoges et Brive —. Les relations inamicales avec le Limousin ont contraint aussi à la suppression du train Limoges – Saint-Germain-des-Fossés par Montluçon[réf. nécessaire], le seul train TER avec l'Intercités Bordeaux – Lyon à emprunter la section de Gannat à Saint-Germain-des-Fossés.

#### Évolutions depuis le service 2013
Le service annuel 2013, en vigueur du 9 décembre 2012 au 14 décembre 2013, est marqué par la modification de l'heure de passage de l'Intercités direct en provenance de Paris, la limitation du parcours du Cévenol à Nîmes et la suppression de 67 trains TER (soit une diminution de l'offre de 20 % par rapport à 2012) dus à la préparation des travaux en gare de Clermont-Ferrand ; la capacité d'accès des trains est diminuée par la mise en impasse de deux voies. Selon la direction marketing, pour combler la suppression d'un train, la capacité du train précédent ou suivant est augmentée par adjonction d'une rame, dans le cas du matériel automoteur.
Le train Lyon – Bordeaux, desservant trois gares auvergnates (Gannat, Commentry et Montluçon), ayant été supprimé conséquence de travaux sur la ligne de Commentry à Gannat, la section de Gannat à Saint-Germain-des-Fossés se retrouve déserte.
Pour compenser la suppression de ces trains, il était prévu que les abonnés de travail puissent emprunter les Intercités de Paris sans devoir réserver une place ou payer un supplément. Il n'en est rien car les modèles économiques de TER et d'Intercités sont différents [réf. souhaitée].
Compte tenu de l'état de la voie sur la ligne de Saint-Étienne entre Thiers, Boën-sur-Lignon et Montbrison, le nombre de trains entre Clermont-Ferrand et Saint-Étienne a baissé de 5 en 2013 à 3 fin 2014, puis à 2 en 2015, avec la mise en place d'autocars directs.
Le 6 juillet 2014, les relations ferroviaires entre Clermont-Ferrand et le Limousin (Limoges et Brive) ont été supprimées, la ligne d'Eygurande à Laqueuille ayant été fermée.
Le 1er novembre 2015, à la suite de l'interdiction de circuler en solo pour les automoteurs X73500, le dernier TER Clermont-Ferrand / Le Mont Dore est à son tour supprimé, ce qui entraine la disparition du trafic voyageur au-delà de Volvic.

### Identité visuelle (logotype)

Logo avant 2014
Logo depuis 2014

## Convention TER 2009 - 2015
Le 2 septembre 2009, la convention d’exploitation du service public régional de transport de voyageurs entre la région Auvergne et la SNCF a été signée pour une durée de six ans (2009-2015). Depuis que le Conseil régional d'Auvergne est devenu autorité organisatrice de transports le 1er janvier 2002, son rôle est de définir le contenu du service et d'en contrôler l'exécution ; de piloter le développement du TER et de décider les évolutions des services tant sur le niveau des dessertes que des tarifs ; et de financer le fonctionnement des services. Le rôle de la SNCF est celui de l'exploitant, assurant l'exploitation au quotidien, gérant de façon autonome les moyens mis à sa disposition, et s'organisant pour respecter des objectifs de qualité de service fixés par la convention.
À l'instar des nouvelles conventions signées par les autres régions, celle de l'Auvergne met l'accent sur l'amélioration de la qualité. Pour y parvenir, un suivi de la qualité renforcé est mis en place selon des procédures définies par la convention. Les objectifs chiffrés portent sur la ponctualité, notamment pendant les heures de pointe et pour les trains donnant une correspondance, ainsi que sur la sécurité, la propreté, l'accueil, l'information du voyageur, le confort et les équipements, que ce soit en gare ou à bord des trains. La SNCF est intéressée sur la qualité moyennant un système de bonus / malus. Si la Région touche un malus de la part de la SNCF, son montant est réinvesti dans les transports, et si la SNCF touche un bonus, son montant doit servir pour l'amélioration du service rendu aux voyageurs. En outre, des pénalités pour la suppression inopinée des trains ou autocars sont instaurées. Elles sont réduites si la SNCF met en place une substitution routière. En complément à ce cadre réglementaire, l'équipement des gares en écrans pour l'information en temps réel et l'exploitation des technologies numériques (Internet, téléphonie mobile) seront développées.
Pendant la période de la convention 2009-2015, le Conseil régional veut au minimum maintenir le niveau d'offre ferroviaire de 2008, et si possible la faire évoluer en cohérence avec le Plan rail qui engage la régénération de nombreuses lignes auvergnates. Les dessertes suburbaines de Clermont-Ferrand sont proposées pour le cadencement, et la fréquence devrait être intensifiée vers Durtol - Nohanent à l'ouest et Thiers à l'est. Les échanges entre la capitale régionale et les chefs-lieux de département Aurillac et Le Puy-en-Velay devront être facilités à l'issue des travaux inscrits dans le Contrat de projets État-région (CPER) et le Plan rail. Quant à la liaison Clermont-Ferrand - Lyon par Vichy, elle est également proposée pour le cadencement. Sur le plan de la tarification, il est décidé de mettre en place des réductions commerciales sur les billets SNCF pour les détenteurs d'abonnements de travail ou d'abonnements étudiant.
En Auvergne en 2008, les recettes de la vente des titres de transport ne couvrent que 20 % des frais d'exploitation. Ces derniers ont été en constante hausse pendant les années précédant la signature de la convention, et sont susceptibles de continuer leur progression. De ce fait, la convention table sur une hausse des recettes commerciales de 3,5 % par an, résultant de l'augmentation du trafic d'une part et de l'augmentation périodique des tarifs d'autre part.

## Relations TER

### Par rail

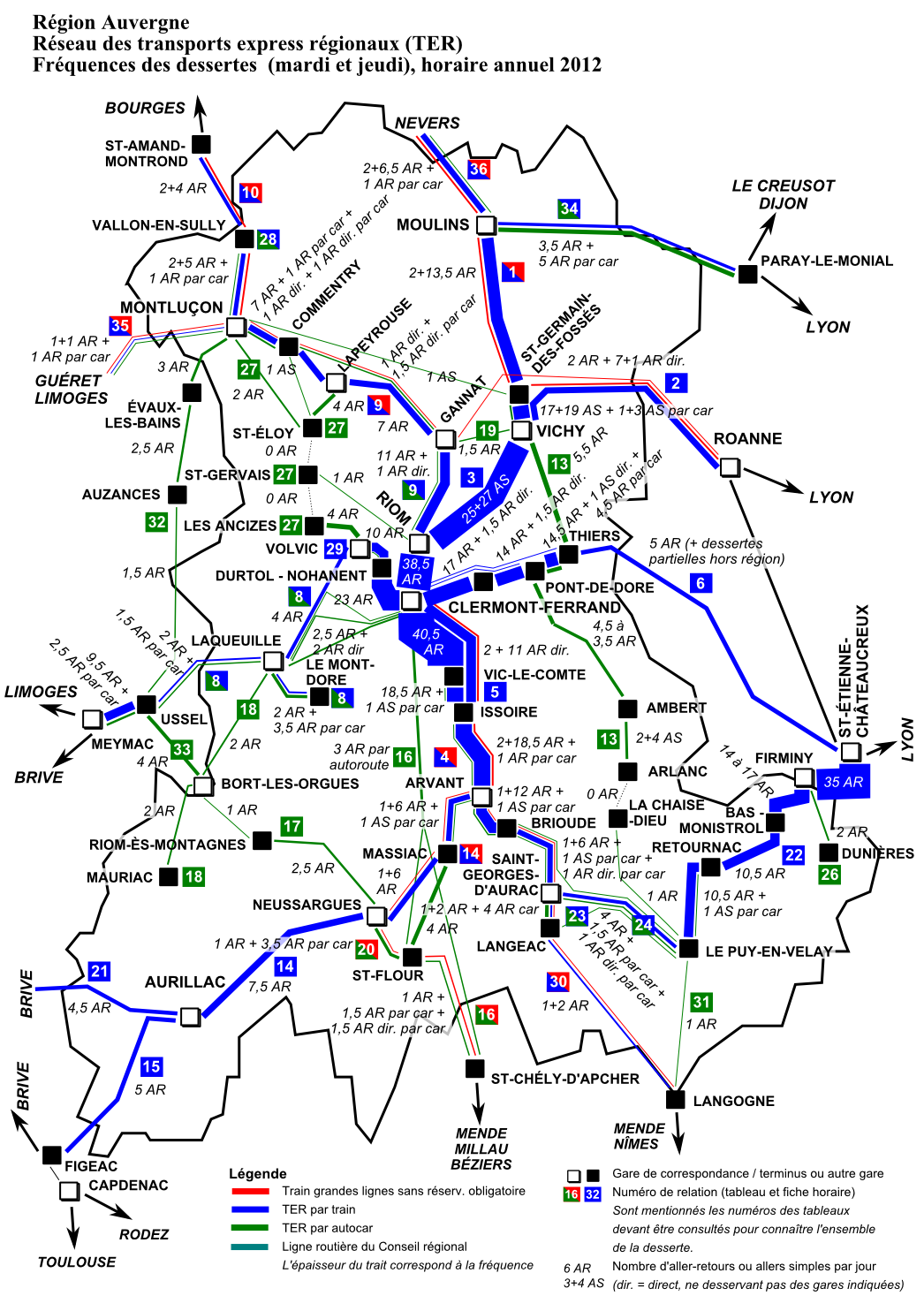
Fréquence de la desserte les jours-type de pleine semaine (mardi et jeudi) en 2012.

Les trains TER Auvergne desservent l'ensemble du réseau ferré régional ouvert au trafic voyageurs, à l'exception toutefois de la section Saint-Germain-des-Fossés - Gannat (24,0 km) et de la ligne de Neussargues à Millau sur sa section auvergnate, parcourues par une unique paire d'Intercités par jour (plus deux trains TER le vendredi soir sur la dernière ligne). Quant à la section Saint-Germain-des-Fossés - Roanne (66 km), elle ne conserve aucune gare intermédiaire et n'est desservie, entre ces gares, que par deux paires d'Intercités. Les TER parcourant cette ligne contournent la gare de Saint-Germain-des-Fossés sans s'y arrêter. - Sur l'ensemble du réseau, la fréquence des trains TER varie entre un et deux aller-retours à l'ouest de la région et douze à quatorze aller-retours sur les lignes les plus importantes, voire trente à quarante aller-retours dans la desserte périurbaine des agglomérations de Clermont-Ferrand et Saint-Étienne. Les TER sont complétés par sept paires d'Intercités accessibles aux mêmes conditions. Le nombre de trains par jour de pleine semaine est de 280, circulant sur un réseau de 1 037 km de lignes dont seulement 106 km électrifiées. Quatre-vingts gares donnent accès aux trains. Le nombre de trains a augmenté de 20 % depuis que le Conseil régional d'Auvergne est devenu autorité organisatrice de transports en 2002, et le nombre de voyageurs a augmenté de 30 % entre 2002 et 2012.
Les relations desservies par des trains TER sont résumées dans le tableau ci-dessous. Les numéros des lignes correspondent à ceux utilisés en 2012 pour les documents horaires. Pour plus de clarté, n'ont été retenus que les numéros renvoyant vers la desserte détaillée sur les axes considérés, évitant ainsi au maximum que des lignes soient repérées par plusieurs numéros. Sur plusieurs lignes, les trains sont complétés par des autocars. Ces services étant repris par le tableau de la section suivante, le tableau n'en tient pas compte. Dans la colonne Horaires, sont indiqués le premier départ de la gare nommée en dernier lieu, et le dernier départ de la gare en premier lieu. Est considérée comme fonctionnant en soirée une ligne dont le dernier départ a lieu après 20 h 30, si ce train effectue la totalité du parcours. Sur des parcours partiels, les lignes peuvent donc fonctionner en soirée sans que cela soit indiqué dans le tableau. Ces renseignements se portent sur le cas le plus représentatif, soit les jours du lundi au vendredi hors jours fériés. La durée du voyage peut varier en fonction des différents services, les horaires n'étant pas parfaitement cadencés. Est indiquée la durée du voyage la plus représentative, s'appliquant aux trains couvrant l'ensemble de la relation, qui le plus souvent ne s'arrêtent pas dans l'ensemble des gares.
| Ligne      | Caractéristiques                                                                                                | Caractéristiques                                                                                                | Caractéristiques                                                                                                | Caractéristiques                                                                                                | Caractéristiques                                                                                                | Caractéristiques                                                                                                | Illustration |
| ---------- | --- | --- | --- | --- | --- | --- | --- |
| 1 / 3      | CLERMONT-FERRAND ↔ Riom - Châtel-Guyon ↔ Vichy ↔ Saint-Germain-des-Fossés ↔ MOULINS-SUR-ALLIER                  | CLERMONT-FERRAND ↔ Riom - Châtel-Guyon ↔ Vichy ↔ Saint-Germain-des-Fossés ↔ MOULINS-SUR-ALLIER                  | CLERMONT-FERRAND ↔ Riom - Châtel-Guyon ↔ Vichy ↔ Saint-Germain-des-Fossés ↔ MOULINS-SUR-ALLIER                  | CLERMONT-FERRAND ↔ Riom - Châtel-Guyon ↔ Vichy ↔ Saint-Germain-des-Fossés ↔ MOULINS-SUR-ALLIER                  | CLERMONT-FERRAND ↔ Riom - Châtel-Guyon ↔ Vichy ↔ Saint-Germain-des-Fossés ↔ MOULINS-SUR-ALLIER                  | CLERMONT-FERRAND ↔ Riom - Châtel-Guyon ↔ Vichy ↔ Saint-Germain-des-Fossés ↔ MOULINS-SUR-ALLIER                  | CLERMONT-FERRAND ↔ Riom - Châtel-Guyon ↔ Vichy ↔ Saint-Germain-des-Fossés ↔ MOULINS-SUR-ALLIER                  |
|            | Longueur 106,2 km                                                                                               | Durée 1 h 06 | Nb. arrêts 8 | Soirée / Dimanche - Férié · /                                                                                   | Horaires 6 h 12 - 20 h 27                                                                                       | Réseau TER Auvergne                                                                                             | |
| 2          | LYON-PERRACHE ↔ Tarare ↔ Roanne ↔ Vichy ↔ CLERMONT-FERRAND                                                      | LYON-PERRACHE ↔ Tarare ↔ Roanne ↔ Vichy ↔ CLERMONT-FERRAND                                                      | LYON-PERRACHE ↔ Tarare ↔ Roanne ↔ Vichy ↔ CLERMONT-FERRAND                                                      | LYON-PERRACHE ↔ Tarare ↔ Roanne ↔ Vichy ↔ CLERMONT-FERRAND                                                      | LYON-PERRACHE ↔ Tarare ↔ Roanne ↔ Vichy ↔ CLERMONT-FERRAND                                                      | LYON-PERRACHE ↔ Tarare ↔ Roanne ↔ Vichy ↔ CLERMONT-FERRAND                                                      | LYON-PERRACHE ↔ Tarare ↔ Roanne ↔ Vichy ↔ CLERMONT-FERRAND                                                      |
|            | Longueur 220,1 km                                                                                               | Durée 2 h 37 | Nb. arrêts 7 | Soirée / Dimanche - Férié · /                                                                                   | Horaires 6 h 27 - 20 h 29                                                                                       | Réseau TER Auvergne / Rhône-Alpes                                                                               | |
| 4 / 5 / 30 | CLERMONT-FERRAND ↔ Vic-le-Comte ↔ Issoire ↔ Arvant ↔ Saint-Georges d'Aurac ↔ Langeac ↔ LANGOGNE                 | CLERMONT-FERRAND ↔ Vic-le-Comte ↔ Issoire ↔ Arvant ↔ Saint-Georges d'Aurac ↔ Langeac ↔ LANGOGNE                 | CLERMONT-FERRAND ↔ Vic-le-Comte ↔ Issoire ↔ Arvant ↔ Saint-Georges d'Aurac ↔ Langeac ↔ LANGOGNE                 | CLERMONT-FERRAND ↔ Vic-le-Comte ↔ Issoire ↔ Arvant ↔ Saint-Georges d'Aurac ↔ Langeac ↔ LANGOGNE                 | CLERMONT-FERRAND ↔ Vic-le-Comte ↔ Issoire ↔ Arvant ↔ Saint-Georges d'Aurac ↔ Langeac ↔ LANGOGNE                 | CLERMONT-FERRAND ↔ Vic-le-Comte ↔ Issoire ↔ Arvant ↔ Saint-Georges d'Aurac ↔ Langeac ↔ LANGOGNE                 | CLERMONT-FERRAND ↔ Vic-le-Comte ↔ Issoire ↔ Arvant ↔ Saint-Georges d'Aurac ↔ Langeac ↔ LANGOGNE                 |
|            | Longueur 167,8 km                                                                                               | Durée 2 h 55 | Nb. arrêts 18                                                                                                   | Soirée / Dimanche - Férié · /                                                                                   | Horaires 10 h 26 - 16 h 40                                                                                      | Réseau TER Auvergne / Languedoc-Roussillon                                                                      | |
| 6          | CLERMONT-FERRAND ↔ Thiers ↔ Boën ↔ Montbrison ↔ Bonson ↔ SAINT-ÉTIENNE-CHÂTEAUCREUX                             | CLERMONT-FERRAND ↔ Thiers ↔ Boën ↔ Montbrison ↔ Bonson ↔ SAINT-ÉTIENNE-CHÂTEAUCREUX                             | CLERMONT-FERRAND ↔ Thiers ↔ Boën ↔ Montbrison ↔ Bonson ↔ SAINT-ÉTIENNE-CHÂTEAUCREUX                             | CLERMONT-FERRAND ↔ Thiers ↔ Boën ↔ Montbrison ↔ Bonson ↔ SAINT-ÉTIENNE-CHÂTEAUCREUX                             | CLERMONT-FERRAND ↔ Thiers ↔ Boën ↔ Montbrison ↔ Bonson ↔ SAINT-ÉTIENNE-CHÂTEAUCREUX                             | CLERMONT-FERRAND ↔ Thiers ↔ Boën ↔ Montbrison ↔ Bonson ↔ SAINT-ÉTIENNE-CHÂTEAUCREUX                             | CLERMONT-FERRAND ↔ Thiers ↔ Boën ↔ Montbrison ↔ Bonson ↔ SAINT-ÉTIENNE-CHÂTEAUCREUX                             |
|            | Longueur 144,9 km                                                                                               | Durée 2 h 20 | Nb. arrêts 17                                                                                                   | Soirée / Dimanche - Férié · /                                                                                   | Horaires 6 h 30 - 19 h 12                                                                                       | Réseau TER Auvergne / Rhône-Alpes                                                                               | |
| 8 / 29     | USSEL ↔ Eygurande-Merlines ↔ Laqueuille ↔ Volvic ↔ CLERMONT-FERRAND et LAQUEUILLE ↔ La Bourboule ↔ LE MONT-DORE | USSEL ↔ Eygurande-Merlines ↔ Laqueuille ↔ Volvic ↔ CLERMONT-FERRAND et LAQUEUILLE ↔ La Bourboule ↔ LE MONT-DORE | USSEL ↔ Eygurande-Merlines ↔ Laqueuille ↔ Volvic ↔ CLERMONT-FERRAND et LAQUEUILLE ↔ La Bourboule ↔ LE MONT-DORE | USSEL ↔ Eygurande-Merlines ↔ Laqueuille ↔ Volvic ↔ CLERMONT-FERRAND et LAQUEUILLE ↔ La Bourboule ↔ LE MONT-DORE | USSEL ↔ Eygurande-Merlines ↔ Laqueuille ↔ Volvic ↔ CLERMONT-FERRAND et LAQUEUILLE ↔ La Bourboule ↔ LE MONT-DORE | USSEL ↔ Eygurande-Merlines ↔ Laqueuille ↔ Volvic ↔ CLERMONT-FERRAND et LAQUEUILLE ↔ La Bourboule ↔ LE MONT-DORE | USSEL ↔ Eygurande-Merlines ↔ Laqueuille ↔ Volvic ↔ CLERMONT-FERRAND et LAQUEUILLE ↔ La Bourboule ↔ LE MONT-DORE |
|            | Longueur 104,6 km 13,9 km                                                                                       | Durée 1 h 55 0 h 18                                                                                             | Nb. arrêts 12 3                                                                                                 | Soirée / Dimanche - Férié · / · /                                                                               | Horaires 9 h 42 - 18 h 27 6 h 00 - 20 h 38                                                                      | Réseau TER Limousin / Auvergne                                                                                  | |
| 9          | CLERMONT-FERRAND ↔ Riom - Châtel-Guyon ↔ Gannat ↔ Commentry ↔ Lapeyrouse ↔ MONTLUÇON                            | CLERMONT-FERRAND ↔ Riom - Châtel-Guyon ↔ Gannat ↔ Commentry ↔ Lapeyrouse ↔ MONTLUÇON                            | CLERMONT-FERRAND ↔ Riom - Châtel-Guyon ↔ Gannat ↔ Commentry ↔ Lapeyrouse ↔ MONTLUÇON                            | CLERMONT-FERRAND ↔ Riom - Châtel-Guyon ↔ Gannat ↔ Commentry ↔ Lapeyrouse ↔ MONTLUÇON                            | CLERMONT-FERRAND ↔ Riom - Châtel-Guyon ↔ Gannat ↔ Commentry ↔ Lapeyrouse ↔ MONTLUÇON                            | CLERMONT-FERRAND ↔ Riom - Châtel-Guyon ↔ Gannat ↔ Commentry ↔ Lapeyrouse ↔ MONTLUÇON                            | CLERMONT-FERRAND ↔ Riom - Châtel-Guyon ↔ Gannat ↔ Commentry ↔ Lapeyrouse ↔ MONTLUÇON                            |
|            | Longueur 108,1 km                                                                                               | Durée 1 h 38 | Nb. arrêts 14                                                                                                   | Soirée / Dimanche - Férié · /                                                                                   | Horaires 6 h 02 - 19 h 01                                                                                       | Réseau TER Auvergne                                                                                             | |
| 10         | BOURGES ↔ Saint-Amand-Montrond ↔ MONTLUÇON                                                                      | BOURGES ↔ Saint-Amand-Montrond ↔ MONTLUÇON                                                                      | BOURGES ↔ Saint-Amand-Montrond ↔ MONTLUÇON                                                                      | BOURGES ↔ Saint-Amand-Montrond ↔ MONTLUÇON                                                                      | BOURGES ↔ Saint-Amand-Montrond ↔ MONTLUÇON                                                                      | BOURGES ↔ Saint-Amand-Montrond ↔ MONTLUÇON                                                                      | BOURGES ↔ Saint-Amand-Montrond ↔ MONTLUÇON                                                                      |
|            | Longueur 94,8 km                                                                                                | Durée 1 h 45 | Nb. arrêts 12                                                                                                   | Soirée / Dimanche - Férié · /                                                                                   | Horaires 5 h 35 - 21 h 11                                                                                       | Réseau TER Centre-Val de Loire / Auvergne                                                                       | |
| 14         | CLERMONT-FERRAND ↔ Arvant ↔ Massiac ↔ Neussargues ↔ Murat ↔ Le Lioran ↔ AURILLAC                                | CLERMONT-FERRAND ↔ Arvant ↔ Massiac ↔ Neussargues ↔ Murat ↔ Le Lioran ↔ AURILLAC                                | CLERMONT-FERRAND ↔ Arvant ↔ Massiac ↔ Neussargues ↔ Murat ↔ Le Lioran ↔ AURILLAC                                | CLERMONT-FERRAND ↔ Arvant ↔ Massiac ↔ Neussargues ↔ Murat ↔ Le Lioran ↔ AURILLAC                                | CLERMONT-FERRAND ↔ Arvant ↔ Massiac ↔ Neussargues ↔ Murat ↔ Le Lioran ↔ AURILLAC                                | CLERMONT-FERRAND ↔ Arvant ↔ Massiac ↔ Neussargues ↔ Murat ↔ Le Lioran ↔ AURILLAC                                | CLERMONT-FERRAND ↔ Arvant ↔ Massiac ↔ Neussargues ↔ Murat ↔ Le Lioran ↔ AURILLAC                                |
|            | Longueur 165,2 km                                                                                               | Durée 2 h 25 | Nb. arrêts 11                                                                                                   | Soirée / Dimanche - Férié · /                                                                                   | Horaires 5 h 54 - 19 h 48                                                                                       | Réseau TER Auvergne                                                                                             | |
| 15         | TOULOUSE-MATABIAU ↔ Villefranche-de-Rouergue ↔ Capdenac ↔ Figeac ↔ Maurs ↔ AURILLAC                             | TOULOUSE-MATABIAU ↔ Villefranche-de-Rouergue ↔ Capdenac ↔ Figeac ↔ Maurs ↔ AURILLAC                             | TOULOUSE-MATABIAU ↔ Villefranche-de-Rouergue ↔ Capdenac ↔ Figeac ↔ Maurs ↔ AURILLAC                             | TOULOUSE-MATABIAU ↔ Villefranche-de-Rouergue ↔ Capdenac ↔ Figeac ↔ Maurs ↔ AURILLAC                             | TOULOUSE-MATABIAU ↔ Villefranche-de-Rouergue ↔ Capdenac ↔ Figeac ↔ Maurs ↔ AURILLAC                             | TOULOUSE-MATABIAU ↔ Villefranche-de-Rouergue ↔ Capdenac ↔ Figeac ↔ Maurs ↔ AURILLAC                             | TOULOUSE-MATABIAU ↔ Villefranche-de-Rouergue ↔ Capdenac ↔ Figeac ↔ Maurs ↔ AURILLAC                             |
|            | Longueur 223,9 km                                                                                               | Durée 3 h 35 | Nb. arrêts 20                                                                                                   | Soirée / Dimanche - Férié · /                                                                                   | Horaires 6 h 48 - 18 h 38                                                                                       | Réseau TER Auvergne / Midi-Pyrénées                                                                             | |
| 16         | NEUSSARGUES ↔ Saint-Flour ↔ Saint-Chély-d'Apcher ↔ Aumont-Aubrac ↔ Marvejols ↔ Millau ↔ BÉZIERS                 | NEUSSARGUES ↔ Saint-Flour ↔ Saint-Chély-d'Apcher ↔ Aumont-Aubrac ↔ Marvejols ↔ Millau ↔ BÉZIERS                 | NEUSSARGUES ↔ Saint-Flour ↔ Saint-Chély-d'Apcher ↔ Aumont-Aubrac ↔ Marvejols ↔ Millau ↔ BÉZIERS                 | NEUSSARGUES ↔ Saint-Flour ↔ Saint-Chély-d'Apcher ↔ Aumont-Aubrac ↔ Marvejols ↔ Millau ↔ BÉZIERS                 | NEUSSARGUES ↔ Saint-Flour ↔ Saint-Chély-d'Apcher ↔ Aumont-Aubrac ↔ Marvejols ↔ Millau ↔ BÉZIERS                 | NEUSSARGUES ↔ Saint-Flour ↔ Saint-Chély-d'Apcher ↔ Aumont-Aubrac ↔ Marvejols ↔ Millau ↔ BÉZIERS                 | NEUSSARGUES ↔ Saint-Flour ↔ Saint-Chély-d'Apcher ↔ Aumont-Aubrac ↔ Marvejols ↔ Millau ↔ BÉZIERS                 |
|            | Longueur 276,9 km                                                                                               | Durée 4 h 51 | Nb. arrêts 16                                                                                                   | Soirée / Dimanche - Férié · /                                                                                   | Horaires 9 h 10 - 14 h 32                                                                                       | Réseau TER Auvergne / Languedoc-Roussillon                                                                      | |
| 21         | BRIVE-LA-GAILLARDE ↔ Saint-Denis-près-Martel ↔ Bretenoux - Biars ↔ Laroquebrou ↔ AURILLAC                       | BRIVE-LA-GAILLARDE ↔ Saint-Denis-près-Martel ↔ Bretenoux - Biars ↔ Laroquebrou ↔ AURILLAC                       | BRIVE-LA-GAILLARDE ↔ Saint-Denis-près-Martel ↔ Bretenoux - Biars ↔ Laroquebrou ↔ AURILLAC                       | BRIVE-LA-GAILLARDE ↔ Saint-Denis-près-Martel ↔ Bretenoux - Biars ↔ Laroquebrou ↔ AURILLAC                       | BRIVE-LA-GAILLARDE ↔ Saint-Denis-près-Martel ↔ Bretenoux - Biars ↔ Laroquebrou ↔ AURILLAC                       | BRIVE-LA-GAILLARDE ↔ Saint-Denis-près-Martel ↔ Bretenoux - Biars ↔ Laroquebrou ↔ AURILLAC                       | BRIVE-LA-GAILLARDE ↔ Saint-Denis-près-Martel ↔ Bretenoux - Biars ↔ Laroquebrou ↔ AURILLAC                       |
|            | Longueur 103,0 km                                                                                               | Durée 1 h 40 | Nb. arrêts 11                                                                                                   | Soirée / Dimanche - Férié · /                                                                                   | Horaires 6 h 48 - 22 h 17                                                                                       | Réseau TER Auvergne                                                                                             | |
| 22         | SAINT-ÉTIENNE-CHÂTEAUCREUX ↔ Firminy ↔ Aurec ↔ Bas-Monistrol ↔ Retournac ↔ Vorey ↔ LE PUY-EN-VELAY              | SAINT-ÉTIENNE-CHÂTEAUCREUX ↔ Firminy ↔ Aurec ↔ Bas-Monistrol ↔ Retournac ↔ Vorey ↔ LE PUY-EN-VELAY              | SAINT-ÉTIENNE-CHÂTEAUCREUX ↔ Firminy ↔ Aurec ↔ Bas-Monistrol ↔ Retournac ↔ Vorey ↔ LE PUY-EN-VELAY              | SAINT-ÉTIENNE-CHÂTEAUCREUX ↔ Firminy ↔ Aurec ↔ Bas-Monistrol ↔ Retournac ↔ Vorey ↔ LE PUY-EN-VELAY              | SAINT-ÉTIENNE-CHÂTEAUCREUX ↔ Firminy ↔ Aurec ↔ Bas-Monistrol ↔ Retournac ↔ Vorey ↔ LE PUY-EN-VELAY              | SAINT-ÉTIENNE-CHÂTEAUCREUX ↔ Firminy ↔ Aurec ↔ Bas-Monistrol ↔ Retournac ↔ Vorey ↔ LE PUY-EN-VELAY              | SAINT-ÉTIENNE-CHÂTEAUCREUX ↔ Firminy ↔ Aurec ↔ Bas-Monistrol ↔ Retournac ↔ Vorey ↔ LE PUY-EN-VELAY              |
|            | Longueur 85,7 km                                                                                                | Durée 1 h 30 | Nb. arrêts 16                                                                                                   | Soirée / Dimanche - Férié · /                                                                                   | Horaires 5 h 55 - 21 h 52                                                                                       | Réseau TER Auvergne / Rhône-Alpes                                                                               | |
| 24         | SAINT-GEORGES-D'AURAC ↔ Darsac ↔ LE PUY-EN-VELAY                                                                | SAINT-GEORGES-D'AURAC ↔ Darsac ↔ LE PUY-EN-VELAY                                                                | SAINT-GEORGES-D'AURAC ↔ Darsac ↔ LE PUY-EN-VELAY                                                                | SAINT-GEORGES-D'AURAC ↔ Darsac ↔ LE PUY-EN-VELAY                                                                | SAINT-GEORGES-D'AURAC ↔ Darsac ↔ LE PUY-EN-VELAY                                                                | SAINT-GEORGES-D'AURAC ↔ Darsac ↔ LE PUY-EN-VELAY                                                                | SAINT-GEORGES-D'AURAC ↔ Darsac ↔ LE PUY-EN-VELAY                                                                |
|            | Longueur 52,5 km                                                                                                | Durée 0 h 50 | Nb. arrêts 4 | Soirée / Dimanche - Férié · /                                                                                   | Horaires 6 h 16 - 19 h 58                                                                                       | Réseau TER Auvergne                                                                                             | |
| 34         | MONTCHANIN ↔ Montceau-les-Mines ↔ Paray-le-Monial ↔ Digoin ↔ Gilly-sur-Loire ↔ MOULINS-SUR-ALLIER               | MONTCHANIN ↔ Montceau-les-Mines ↔ Paray-le-Monial ↔ Digoin ↔ Gilly-sur-Loire ↔ MOULINS-SUR-ALLIER               | MONTCHANIN ↔ Montceau-les-Mines ↔ Paray-le-Monial ↔ Digoin ↔ Gilly-sur-Loire ↔ MOULINS-SUR-ALLIER               | MONTCHANIN ↔ Montceau-les-Mines ↔ Paray-le-Monial ↔ Digoin ↔ Gilly-sur-Loire ↔ MOULINS-SUR-ALLIER               | MONTCHANIN ↔ Montceau-les-Mines ↔ Paray-le-Monial ↔ Digoin ↔ Gilly-sur-Loire ↔ MOULINS-SUR-ALLIER               | MONTCHANIN ↔ Montceau-les-Mines ↔ Paray-le-Monial ↔ Digoin ↔ Gilly-sur-Loire ↔ MOULINS-SUR-ALLIER               | MONTCHANIN ↔ Montceau-les-Mines ↔ Paray-le-Monial ↔ Digoin ↔ Gilly-sur-Loire ↔ MOULINS-SUR-ALLIER               |
|            | Longueur 117,8 km                                                                                               | Durée 1 h 50 | Nb. arrêts 16                                                                                                   | Soirée / Dimanche - Férié · /                                                                                   | Horaires 6 h 04 - 19 h 06                                                                                       | Réseau TER Bourgogne                                                                                            | |
| 35         | LIMOGES-BÉNÉDICTINS ↔ Saint-Sulpice-Laurière ↔ Guéret ↔ Busseau-sur-Creuse ↔ MONTLUÇON-VILLE                    | LIMOGES-BÉNÉDICTINS ↔ Saint-Sulpice-Laurière ↔ Guéret ↔ Busseau-sur-Creuse ↔ MONTLUÇON-VILLE                    | LIMOGES-BÉNÉDICTINS ↔ Saint-Sulpice-Laurière ↔ Guéret ↔ Busseau-sur-Creuse ↔ MONTLUÇON-VILLE                    | LIMOGES-BÉNÉDICTINS ↔ Saint-Sulpice-Laurière ↔ Guéret ↔ Busseau-sur-Creuse ↔ MONTLUÇON-VILLE                    | LIMOGES-BÉNÉDICTINS ↔ Saint-Sulpice-Laurière ↔ Guéret ↔ Busseau-sur-Creuse ↔ MONTLUÇON-VILLE                    | LIMOGES-BÉNÉDICTINS ↔ Saint-Sulpice-Laurière ↔ Guéret ↔ Busseau-sur-Creuse ↔ MONTLUÇON-VILLE                    | LIMOGES-BÉNÉDICTINS ↔ Saint-Sulpice-Laurière ↔ Guéret ↔ Busseau-sur-Creuse ↔ MONTLUÇON-VILLE                    |
|            | Longueur 155,8 km                                                                                               | Durée 2 h 05 | Nb. arrêts 16                                                                                                   | Soirée / Dimanche - Férié · /                                                                                   | Horaires 6 h 39 - 18 h 23                                                                                       | Réseau TER Limousin                                                                                             | |
| 36         | MOULINS-SUR-ALLIER ↔ Saincaize ↔ NEVERS                                                                         | MOULINS-SUR-ALLIER ↔ Saincaize ↔ NEVERS                                                                         | MOULINS-SUR-ALLIER ↔ Saincaize ↔ NEVERS                                                                         | MOULINS-SUR-ALLIER ↔ Saincaize ↔ NEVERS                                                                         | MOULINS-SUR-ALLIER ↔ Saincaize ↔ NEVERS                                                                         | MOULINS-SUR-ALLIER ↔ Saincaize ↔ NEVERS                                                                         | MOULINS-SUR-ALLIER ↔ Saincaize ↔ NEVERS                                                                         |
|            | Longueur 60,1 km                                                                                                | Durée 0 h 40 | Nb. arrêts 6 | Soirée / Dimanche - Férié · /                                                                                   | Horaires 5 h 30 - 21 h 06                                                                                       | Réseau TER Bourgogne / Auvergne                                                                                 | |

### Par autocar
Toutes les relations desservies par autocars relèvent du TER, l'Auvergne ne comptant pas de lignes exploitées directement par le Conseil régional par délégation de service public. Cent-quarante services par autocar sont assurés les jours de pleine semaine. Il s'agit presque exclusivement de dessertes complémentaires aux trains TER, ou bien de dessertes de substitution aux lignes de chemin de fer fermées, à l'exception toutefois de la relation no 18 entre Bort-les-Orgues et la gare de Laqueuille.
Or, les itinéraires des relations routières ne correspondent pas toujours à ceux des trains. C'est, par exemple, le cas de la relation no 16 avec ses services de rabattement sur la gare de Massiac au lieu de Neussargues, ainsi que ses services rapides par l'autoroute A75 sans arrêt entre Clermont-Ferrand et Saint-Flour, voire Saint-Chély-d'Apcher, malgré l'existence de lignes de chemin de fer parallèles toujours exploitées. D'autres exemples sont les relations nos 8 et 23, où les lignes routières ne suivent pas les sinuosités des voies ferrées, à l'origine de temps de parcours dissuasifs et d'une fréquentation trop faible, motifs d'un transfert partiel sur la route.
Dans d'autres cas, le réseau routier ne permet pas une desserte correcte de toutes les localités auparavant desservies par des trains, comme on peut le voir sur la relation no 27, scindée en trois sections exploitées indépendamment, ou sur les relations nos 17 et 18 au départ de Bort-les-Orgues, où moins de vingt ans après la suppression des trains, ne subsiste plus qu'une desserte résiduelle par autocars en raison du décalage entre l'orientation des principales routes et de la configuration des lignes routières. De ce fait, la section Mauriac - Aurillac a été supprimée, mais une ligne routière départementale par un itinéraire différent subsiste.
Par ailleurs, le long des deux lignes de chemin de fer parcourues par des Intercités ou des TER en substitution à des trains grandes lignes, Gannat - Saint-Germain-des-Fossés - Roanne et Neussargues - Saint-Chély-d'Apcher, aucune desserte routière complémentaire n'existe dans le premier cas, et une desserte extrêmement réduite dans le deuxième cas (avec trois cars entre Saint-Flour et Saint-Chély-d'Apcher, les deux sens confondus).
Toutes les relations routières sont listées ci-dessous, sans toutefois tenir compte de cars ne circulant que les lundis, vendredis et dimanches, jours de service renforcée à certaines heures. Les numéros de relation marqués par un astérisque désignent les lignes à desserte exclusivement routière. En cas d'une fréquence inférieure à trois aller-retours (AR) ou cinq allers simples (AS) par jour de pleine semaine, la fréquence de la desserte est indiquée. Les localités entre parenthèses ne sont desservies que par une partie des autocars.
| No  | Liaison routière TER |
| --- | --- |
| 1   | Vichy ↔ Saint-Germain-des-Fossés (1+3 AS / jour) |
| 4   | Brioude ↔ Arvant ↔ Issoire (1 AS puis 1 AR / jour) |
| 7*  | Arlanc ↔ Ambert ↔ Olliergues ↔ Courpière ↔ Gare de Pont-de-Dore / Thiers |
| 8   | Clermont-Ferrand ↔ Durtol - Nohanent ↔ Gare de Volvic ↔ Laqueuille ↔ Le Mont-Dore / Ussel (3 itinéraires différents, voir aussi 18)                                                         |
| 9   | Montluçon ↔ Commentry ↔ Gannat ↔ Clermont-Ferrand (1,5 puis 1 AR / jour) |
| 10  | Montluçon ↔ Vallon-en-Sully ↔ Urçay (1 AR puis 1 AS / jour) |
| 13* | Vichy ↔ Thiers ↔ Ambert ↔ Arlanc |
| 16  | Clermont-Ferrand ↔ Saint-Flour ↔ Saint-Chély-d'Apcher ↔ Mende (ligne express) et (Arvant ↔) Massiac ↔ Saint-Flour (3 itinéraires différents)                                                |
| 17* | Neussargues ↔ Riom-ès-Montagnes ↔ Bort-les-Orgues (2 puis 1 AR / jour) |
| 18* | Mauriac ↔ Bort-les-Orgues ↔ Laqueuille ↔ Clermont-Ferrand (2 AR / jour) |
| 19  | Montluçon ↔ Commentry ↔ Gannat ↔ Vichy (ligne express, 1,5 AR / jour) |
| 20  | Neussargues ↔ Saint-Flour |
| 23  | Gare de Saint-Georges-d'Aurac ↔ Langeac et (Arvant ↔ Brioude ↔) Langeac ↔ Le Puy-en-Velay (1,5 AR / jour                                                                                    |
| 24  | Gare de Saint-Georges-d'Aurac ↔ Le Puy-en-Velay et (Arvant ↔) Brioude ↔ Le Puy-en-Velay (1 AR / jour)                                                                                       |
| 25* | Le Puy-en-Velay ↔ Darsac ↔ Allègre ↔ Sembadel ↔ La Chaise-Dieu (1 AR / jour) |
| 26* | Firminy ↔ Dunières (2 AR / jour) |
| 27* | (Clermont-Ferrand ↔) Gare de Volvic ↔ Les Ancizes-Comps, Saint-Éloy-les-Mines ↔ Montluçon (3 itinéraires différents) et Gare de Riom - Châtel-Guyon ↔ Saint-Gervais-d'Auvergne (1 AR/ jour) |
| 31* | Le Puy-en-Velay ↔ Langogne ↔ Mende (1 AR / jour) |
| 32* | Montluçon ↔ Évaux-les-Bains ↔ Auzances ↔ Ussel (1,5 aller-retours / jour) |
| 33* | Ussel ↔ Bort-les-Orgues |
| 34  | Moulins ↔ Gare de Dompierre-Sept-Fons ↔ Gilly-sur-Loire ↔ Digoin ↔ Paray-le-Monial |

## Tarification
Les tarifs valables sur l'échelle nationale s'appliquent sur le TER Auvergne également. En complément, la région propose des formules tarifaires spécifiques, se divisant en tarifs tout public et tarifs soumis à des conditions d'éligibilité. Comme dans toute la France, les tarifs régionaux s'appliquent également aux trains Intercités sans conditions d'accès, sauf pour certains tarifs sociaux. Certains tarifs sont applicables vers la région Rhône-Alpes ou d'autres régions limitrophes.

### Tarifs tout public
La carte Loisirs TER Auvergne est une carte de réduction nominative, valable pendant un an pour tous les déplacements sur les lignes TER à l'intérieur de la région ainsi que vers la région Rhône-Alpes. Elle donne droit à 25 % de réduction en semaine et à 50 % de réduction les week-ends et les jours féries. Sauf en semaine, jusqu'à trois autres personnes accompagnant le titulaire de la carte peuvent bénéficier de la même réduction. La carte est vendue au prix de 30 € (aux guichets uniquement), mais elle est gratuite pour les titulaires des abonnements de travail régionaux.
Le billet Forfait vacances est un forfait de libre circulation pour jusqu'à cinq personnes, valable pendant une journée au choix pendant les vacances scolaires de l'académie de Clermont-Ferrand pour tous les déplacements sur les lignes TER à l'intérieur de la région. Le prix est de 30 € (mars 2012). Le titre est valable doit être utilisé au plus tard dix jours après l'achat et doit être composté avant le départ.

### Tarifs soumis à des conditions d'éligibilité
L'abonnement de travail TER est un abonnement nominatif réservé aux salariés, disponible en formule hebdomadaire (sept jours consécutifs), mensuel ou annuel avec prélèvement automatique (douze mois consécutifs). Contrairement aux abonnements de travail ordinaires disponibles partout en France, il est applicable aux parcours allant jusqu'à trois cents kilomètres, à l'intérieur de la région ou vers les régions Bourgogne et Rhône-Alpes. Si le parcours s'effectue à l'intérieur de la région, l'abonnement peut être chargé sur la carte de billettique « unikOpass » ou « modepass ». Le parcours peut également s'effectuer vers les régions Centre-Val de Loire, Languedoc-Roussillon, Limousin ou Midi-Pyrénées, à condition qu'il ne dépasse pas les soixante-cinq kilomètres au sein de ces régions. Dans tous les cas, la réduction par rapport au tarif normal de la SNCF est de 75 % en cas d'utilisation régulière. Le prix de l'abonnement annuel correspond à 10,5 abonnements mensuels. Les trains Intercités à réservation obligatoire peuvent être empruntés avec une réservation au tarif « forfait » ou un supplément hebdomadaire ou mensuel, sans garantie de place assise.
L'abonnement mensuel Tandem est un abonnement mensuel nominatif réservé aux salariés et aux étudiants qui souhaitent combiner des déplacements en TER à deux réseaux de transports de la région :
- dans l'agglomération clermontoise (T2C). La correspondance peut s'effectuer en gares de Aulnat-Aéroport, Clermont-Ferrand, Clermont-La Pardieu, Clermont-La Rotonde, Durtol - Nohanent, Gerzat, Le Cendre-Orcet, Pont-du-Château, Royat-Chamalières et Sarliève-Cournon. Le conditions sont les mêmes que pour l'abonnement de travail TER et l'abonnement annuel CAP Études[15] ;
- à Moulins. Il est moins cher que deux abonnements séparés[16].

L'abonnement annuel CAP Études est un abonnement nominatif réservé aux étudiants, valable sur un parcours au choix à l'intérieur de l'Auvergne uniquement. Il peut être souscrit à compter du 1er septembre, du 1er octobre ou du 1er novembre, et coûte le prix de 8,5 abonnements étudiant mensuels ordinaires. Le règlement se fait par prélèvement automatique, les trois derniers mois n'étant pas prélevés. L'abonnement peut se charger sur les cartes de billettique « unikOpass » ou « modepass ».
Le billet Emploi Auvergne est un billet aller-retour gratuit valable pendant trois jours, et délivré aux demandeurs d'emploi inscrits dans une agence Pôle emploi en Auvergne, sur présentation d'une convocation pour un entretien d'embauche, un entretien préalable à une formation professionnelle, pour un concours administratif, ou pour un stage ou bilan professionnel commandité par Pôle Emploi. La destination doit se situer en région Auvergne ou dans l'une des six régions limitrophes. L'agence Pôle Emploi ne fournit pas le billet proprement dit, mais un bon qui doit être échangé contre un billet à un guichet SNCF.
La carte Billet Solidarité Auvergne est une carte de réduction nominative gratuite valable pendant un an, délivré aux bénéficiaires de la CMU, de l'AAH, d'une pension d'invalidité et du RSA, ainsi qu'aux demandeurs d'emploi indemnisés à moins de 80 % du SMIC ou ayant épuisé leurs droits, et aux jeunes de moins de vingt-six ans en projet d'insertion. La réduction accordée est de 75 % par rapport au tarif normal de la SNCF, pour les déplacements à l'intérieur de la région uniquement.

### Conditions d'achat
Depuis le 15 mai 2014, l'achat de titres de transport TER est possible sur Internet et sur mobile et la recharge de la carte unikOpass est possible à domicile à l'aide d'un boîtier disponible sur demande.

### Tarifications spéciales
- Open Tour Auvergne : lancé en 2006 par la région, il est destiné aux personnes de 15 à 25 ans qui souhaitent découvrir l'Auvergne, entre le 1er juillet et le 31 août. Deux formules d'abonnement existent, l'un, mensuel, pour 45 € et l'autre, hebdomadaire, pour 15 €. Il est valable sur les TER à l'intérieur de la région Auvergne[21]. Par le passé, la Région proposait à ceux qui avaient 18 ans dans l'année, un forfait mensuel gratuit[réf. souhaitée].
- Festival de théâtre de rue d'Aurillac : billet à 1 € les jours de festival[réf. souhaitée].

## Matériel roulant

### Matériel actuel

#### Automoteurs
La région possède 36 autorails X 73500 dont 2 « Conseil général de la Haute-Loire » ainsi que 26 AGC X 76500. Lors de la commande de ces AGC, il existait un espace bar prévu pour un distributeur de boissons. Cet espace bar a été supprimé au profit de 6 places supplémentaires — la capacité augmente de 164 à 170 places, soit l'équivalent d'une rame supplémentaire — et d'une case à bagages.

#### Voitures et rames tractées
- Rame réversible régionale : 6 rames de 3 caisses
- RIO 88 : 2 rames de 3 caisses

### Futur matériel
Douze rames Alstom Régiolis ont été commandées en janvier 2011.

### Ancien matériel
TER Auvergne possédait des autorails X 2800, X 4300, X 4500, X 4630 et X 4750, ainsi que trois X 72500 revendus à la région Midi-Pyrénées.
La Région Auvergne a reversé ses trois automotrices Z 27500 à la région Haute-Normandie, la desserte avec ce matériel étant limitée à l'unique parcours électrifié Clermont-Ferrand – Vichy – Moulins – Nevers. Pour uniformiser le parc, elle a reçu en échange 3 X 76500 haut-normands. Toutes les circulations ferroviaires sont assurées avec du matériel thermique.

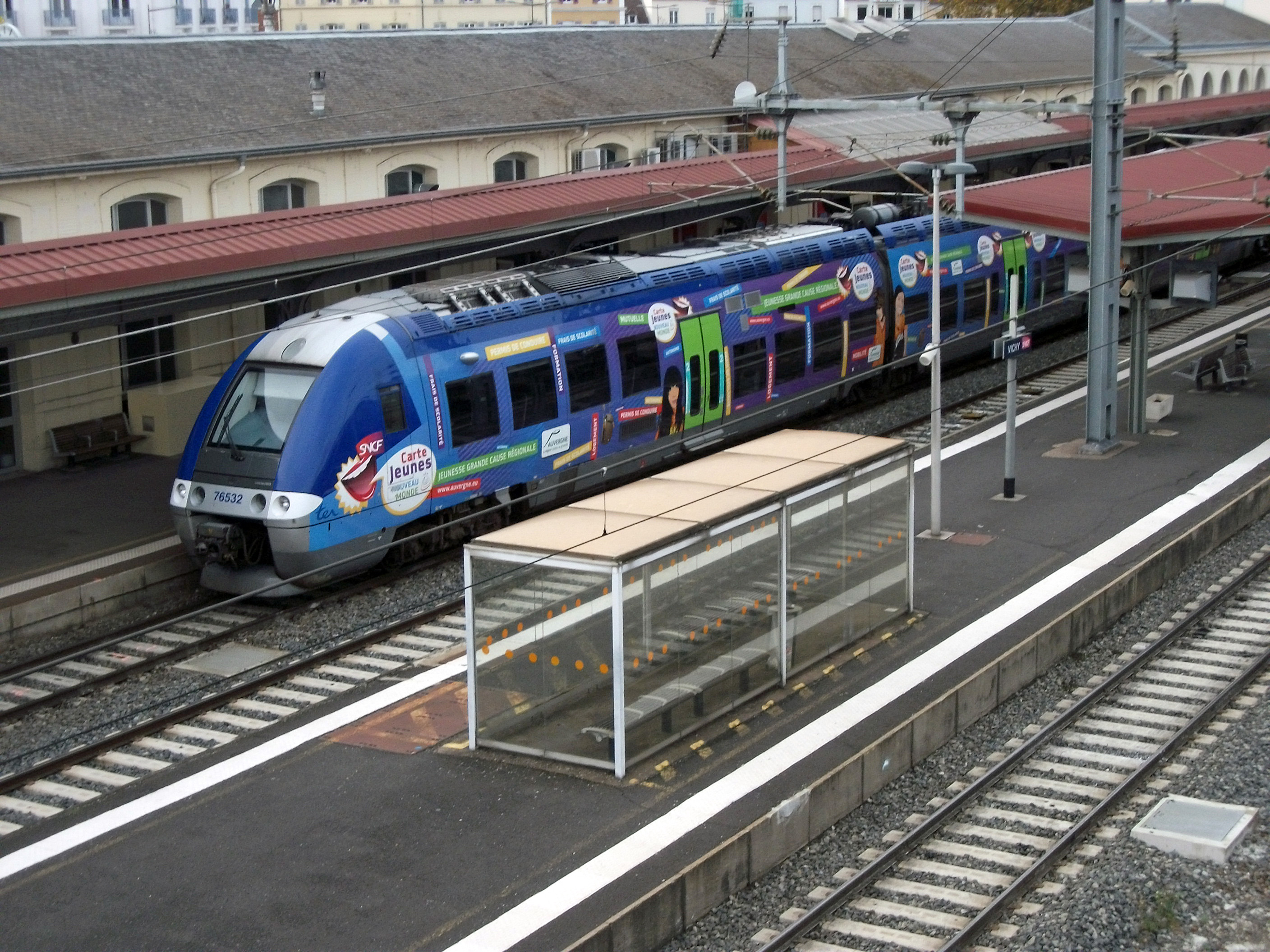
Un X 76500 en gare de Vichy en novembre 2014.
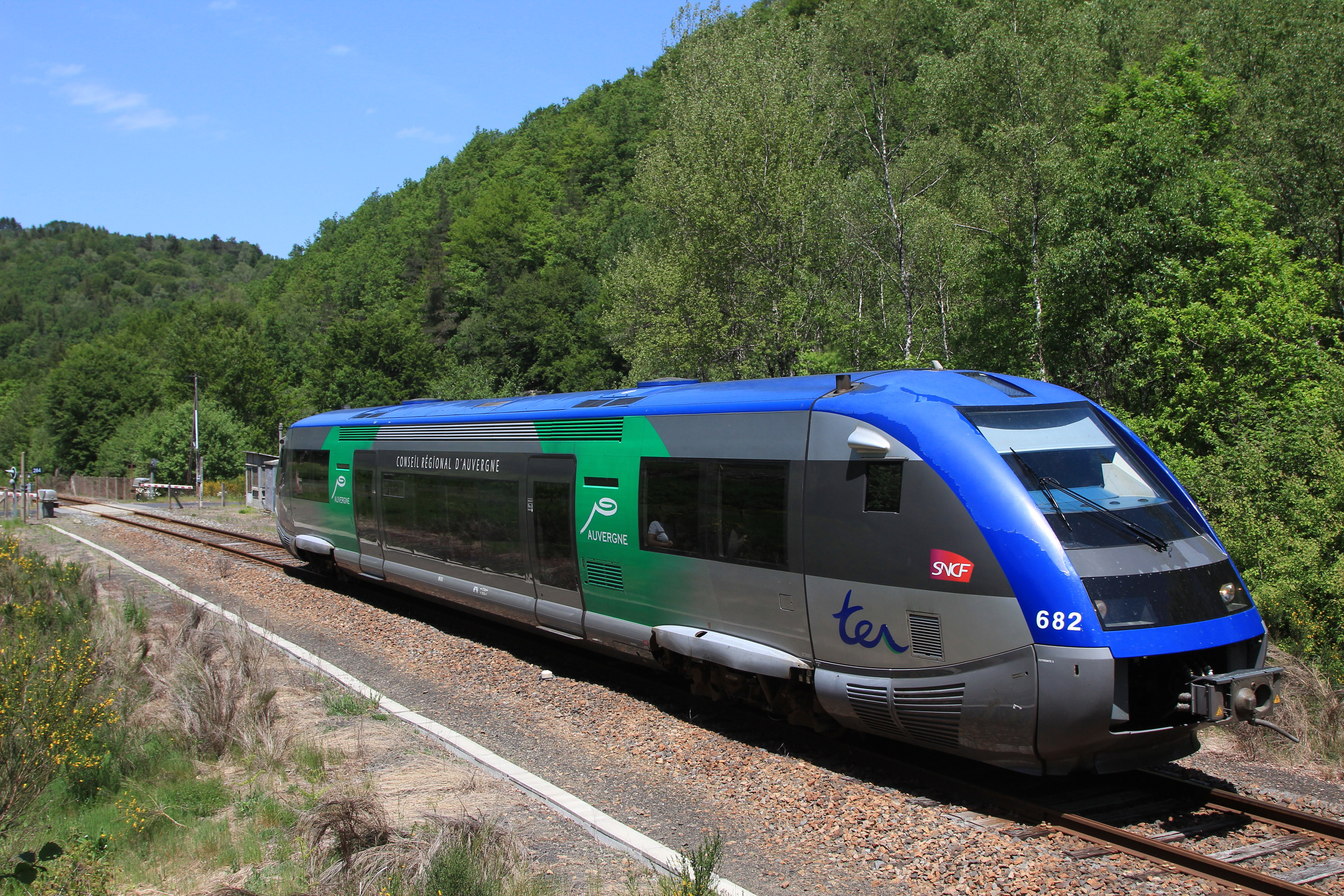
Un autorail X 73500 en 2014.
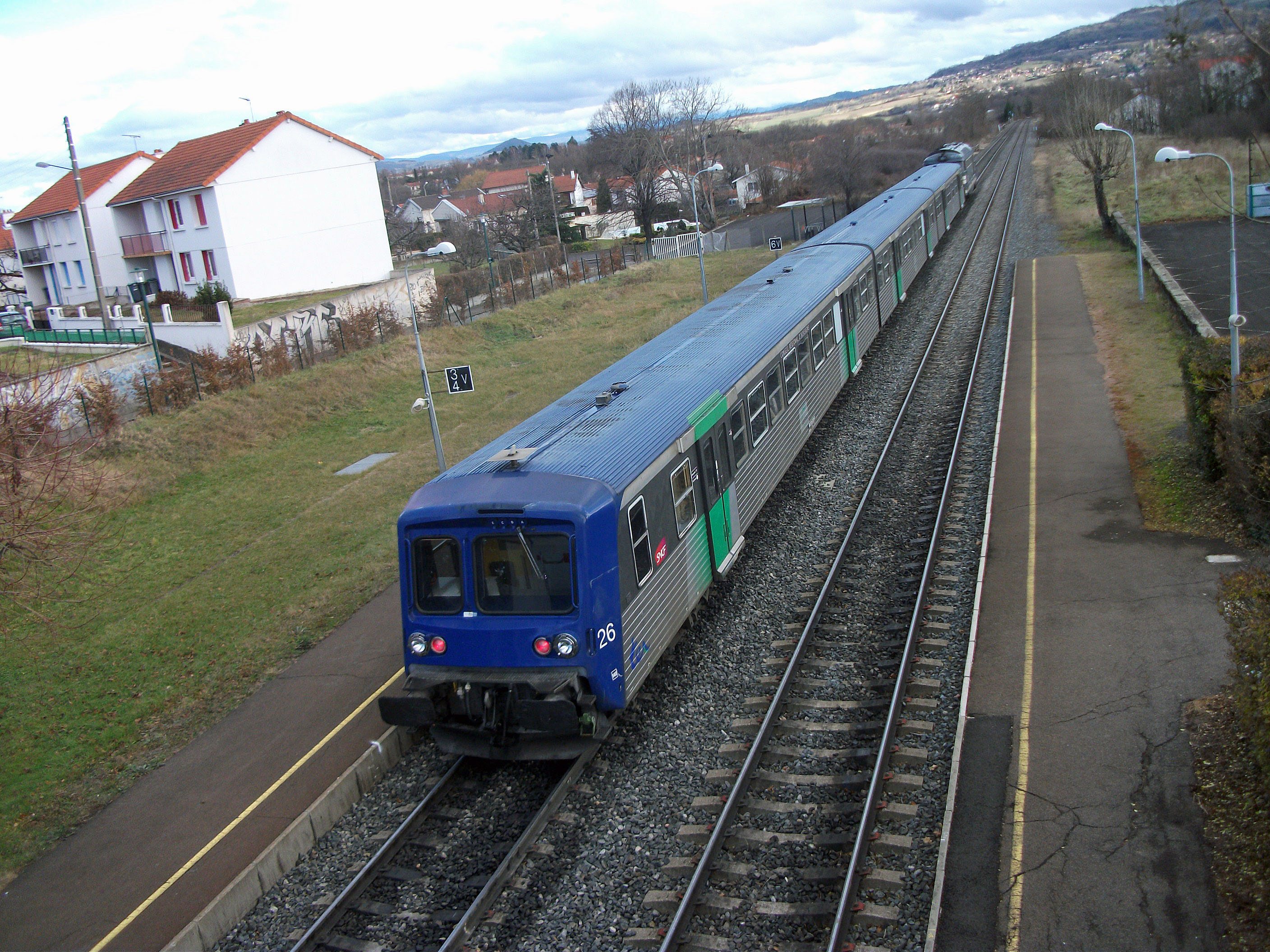
Une rame réversible régionale en gare du Cendre-Orcet en décembre 2013.